# Music Club
Music Club è un magazine musicale fondato a Fermo nel 1989 ed è stata la prima rivista musicale italiana a diffusione gratuita. Il magazine, tratta principalmente di concerti, live set, festival musicali e locali, con una copertura distributiva ed informativa a carattere nazionale.
Tra i collaboratori della rivista sono da ricordare Alessandro Bolli con lo pseudonimo di The Raven, Dj Balli, Vanni Fabbri con lo pseudonimo di Moonfish e Paolo F. Bragaglia
.

## Storia della rivista
Music Club nasce come rivista indipendente nel 1989 sotto la direzione editoriale di Luciano Massetti, con l'intento di fare un magazine a distribuzione gratuita che fosse in grado di dare informazioni a carattere nazionale su tutti i concerti ed i festival italiani, dai più piccoli ai più grandi. Il primo numero uscì nel gennaio del 1989 ed inizialmente venne distribuito solo a carattere regionale, diffondendosi poi rapidamente su gran parte di locali e festival che si occupavano di attività musicali e concerti. La registrazione al Tribunale di Fermo fu fatta poi nel febbraio del 1991.
La rivista, dalla sua nascita ad oggi, ha sempre conservato grossomodo la stessa struttura e veste grafica. Le prime pagine sono dedicate alla recensione delle novità discografiche. A seguire ci sono le pagine dedicate ai programmi dei live club e dei festival italiani, per poi trovare recensioni e storia dei gruppi musicali in tournée o con attività live nella penisola. Quest'ultima sezione occupa oltre la metà delle attuali 50 pagine circa di cui la rivista è composta.